# Station Sloterdijk Zuid
Station Sloterdijk Zuid was een spoorwegstation in het dorp Sloterdijk dat sinds 1921 bij Amsterdam hoort.

## Geschiedenis

### Halte Sloterdijk (1890-1905)
De eerste halte Sloterdijk werd geopend op 1 juni 1890 en lag midden in het destijds nog grotere dorp Sloterdijk, behorend tot de gemeente Sloten. Het station was een eenvoudige halte en veel treinen stopten er niet. Na nog geen 15 jaar werd op 1 mei 1905 het station alweer gesloten. Sinds 1882 was Sloterdijk al bereikbaar per tram vanaf het Nassauplein, sinds 1904 ook met de tramlijn Amsterdam - Zandvoort en sinds 1913 ook met de lokaaldienst. 

### Station Amsterdam Sloterdijk (1956-1983)
Op 3 juni 1956 werd een nieuw station geopend, nu als Station Amsterdam Sloterdijk omdat de gemeente Sloten in 1921 door Amsterdam was geannexeerd. Het station was vooral van belang voor de inwoners van de Westelijke Tuinsteden maar bood ook compensatie voor de een jaar later opgeheven tramlijn Amsterdam - Zandvoort.
Het station lag een paar honderd meter ten zuidoosten van het huidige station aan de Molenwerf tegenover de Admiraal de Ruijterweg. Het was een eenvoudig uitgevoerd station en een moderne creatie van architect Koen van der Gaast. Het was ontworpen als een tijdelijk gebouw maar desondanks heeft het 29 jaar dienstgedaan. Het gebouw bestond uit een grote luifel die een deel van het perron in de richting Amsterdam Centraal overdekte, enkele winkelgebouwtjes in gele baksteen en een onderdoorgang naar het andere perron. Een groot deel van het oude dorp Sloterdijk moest hiervoor wijken. Het was opgezet als een tijdelijk station omdat er plannen bestonden voor verlegging van de spoorlijn.
Van 3 juni 1956 tot en met 31 augustus 1957 had dit station in de nabijheid al een tramverbinding van NZH maar op 20 september 1982 kreeg dit station een nieuwe tramverbinding met de GVB tramlijnen 12 en 14. Deze werden in 1985 verlengd naar het nieuwe station.

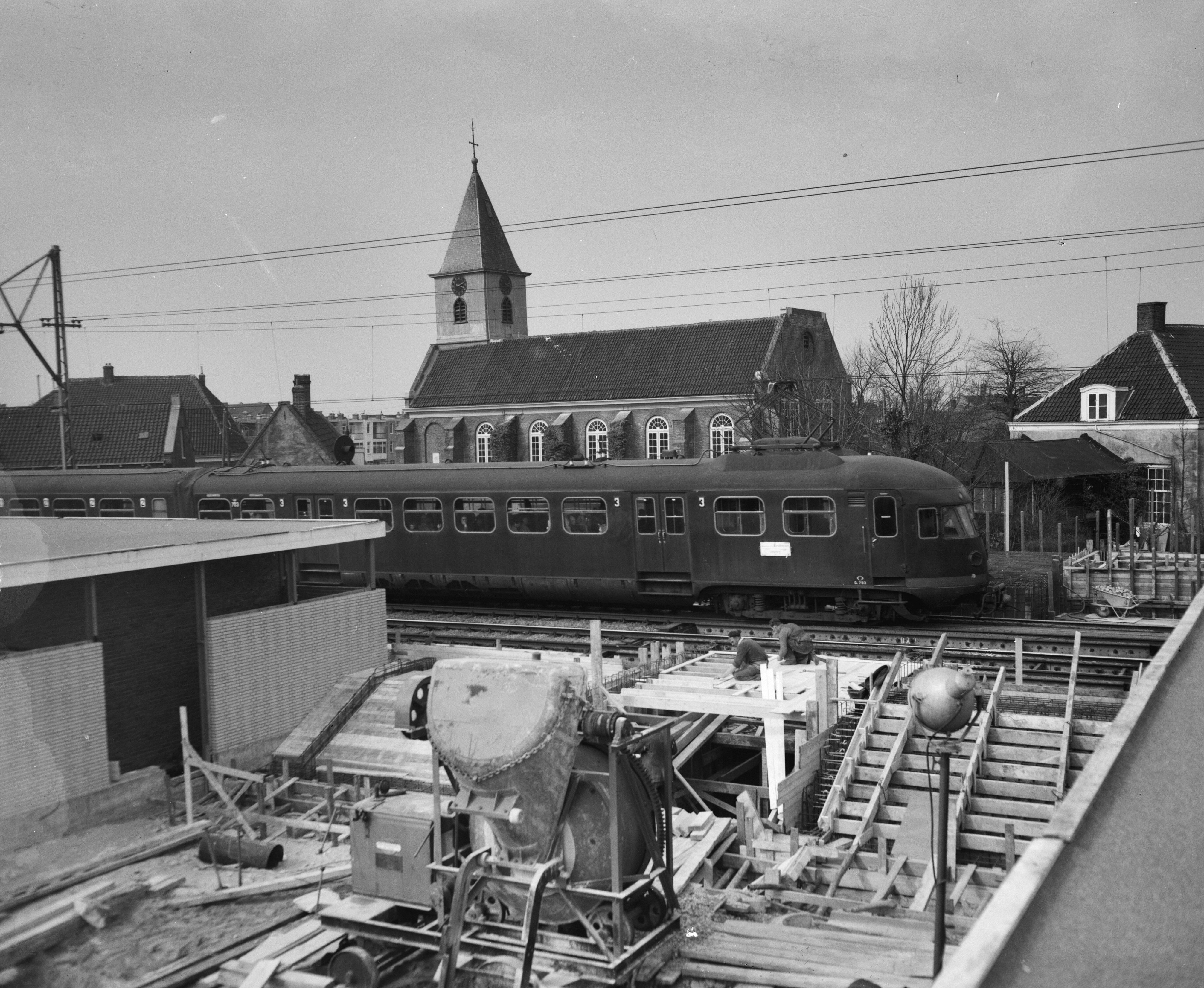
Bouw van Station Sloterdijk, met een juist passerend treinstel Mat '46. Op de achtergrond de Petruskerk; 3 april 1956.
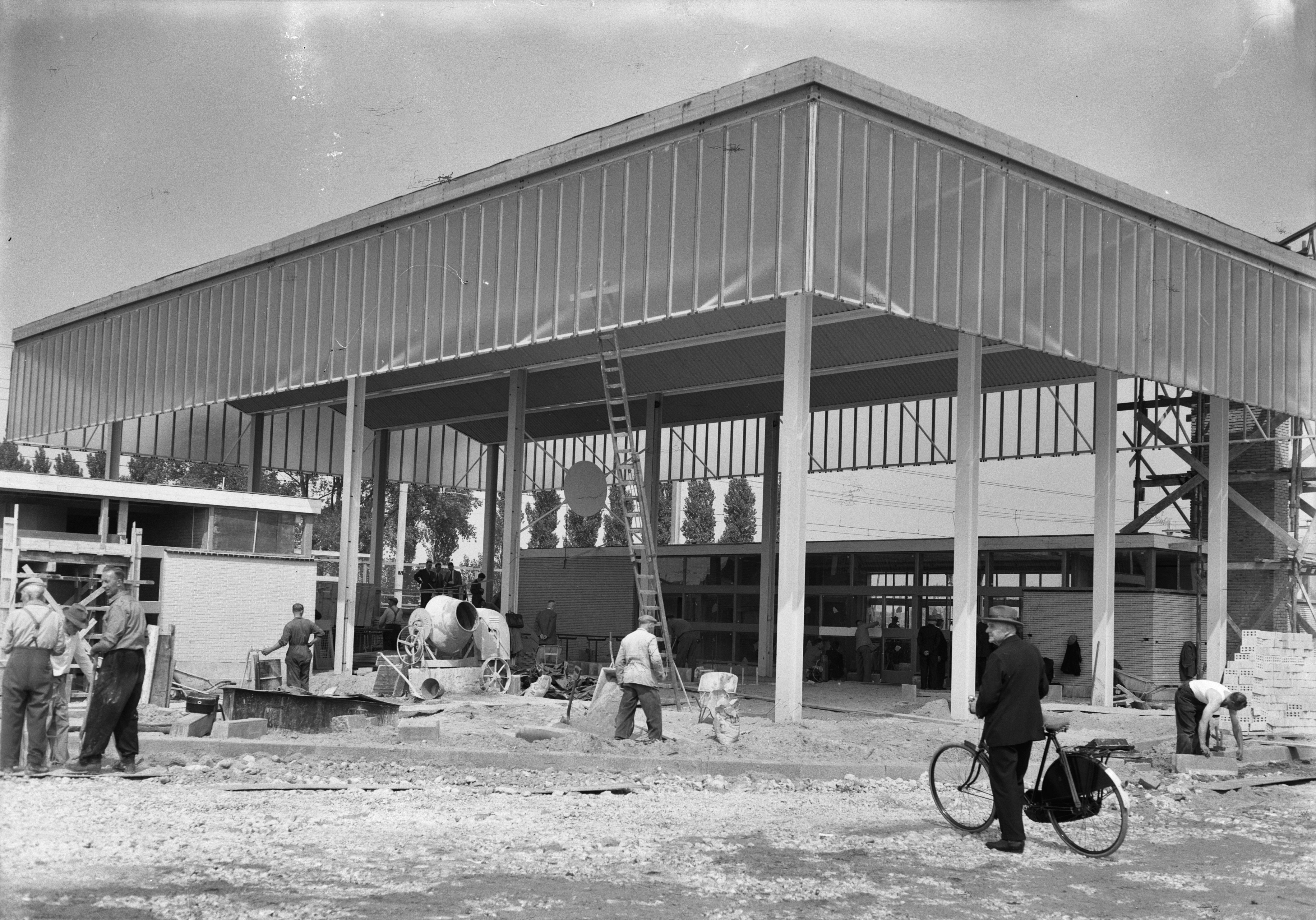
Bouw van Station Sloterdijk; 24 mei 1956.
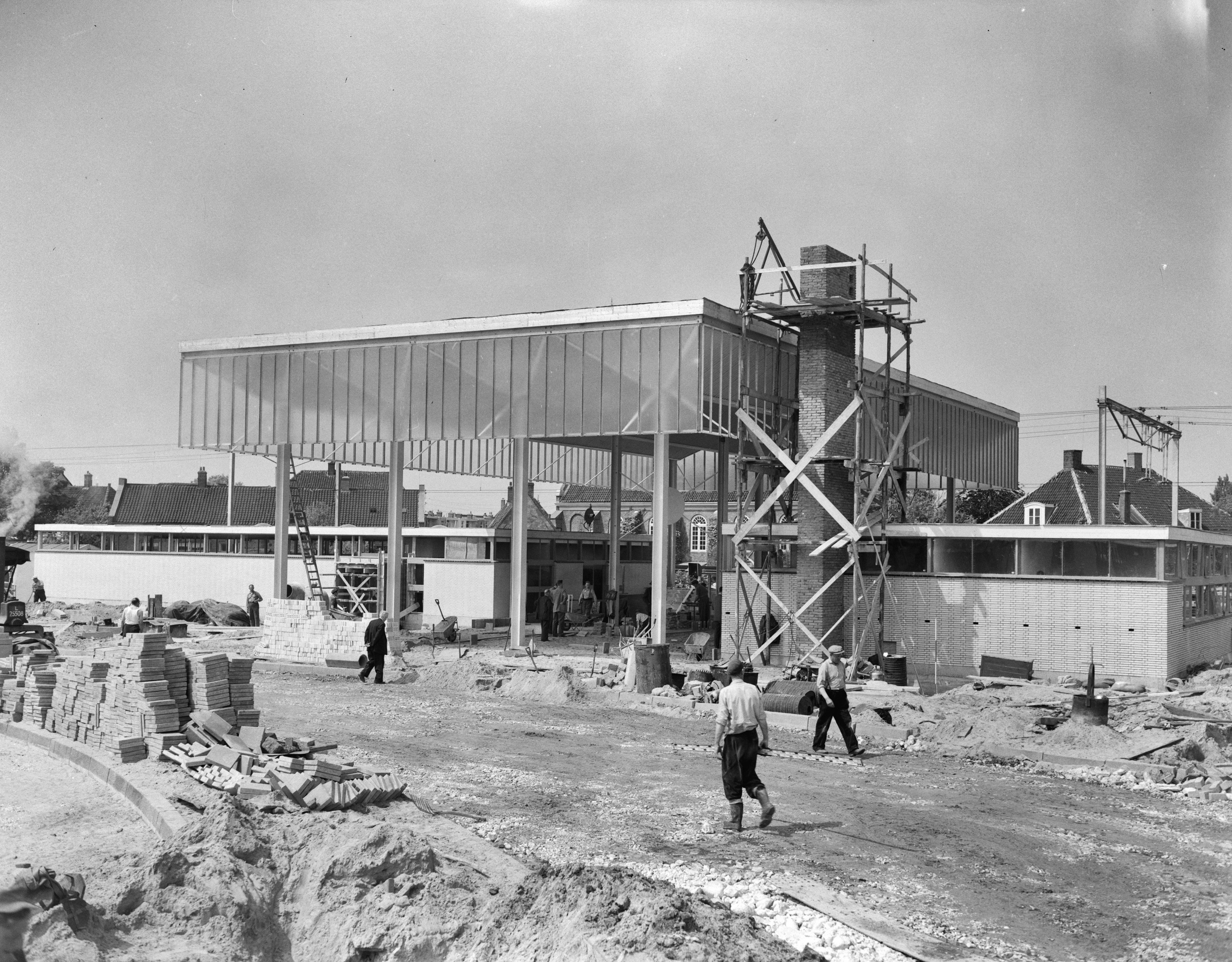
Bouw van Station Sloterdijk; 24 mei 1956.
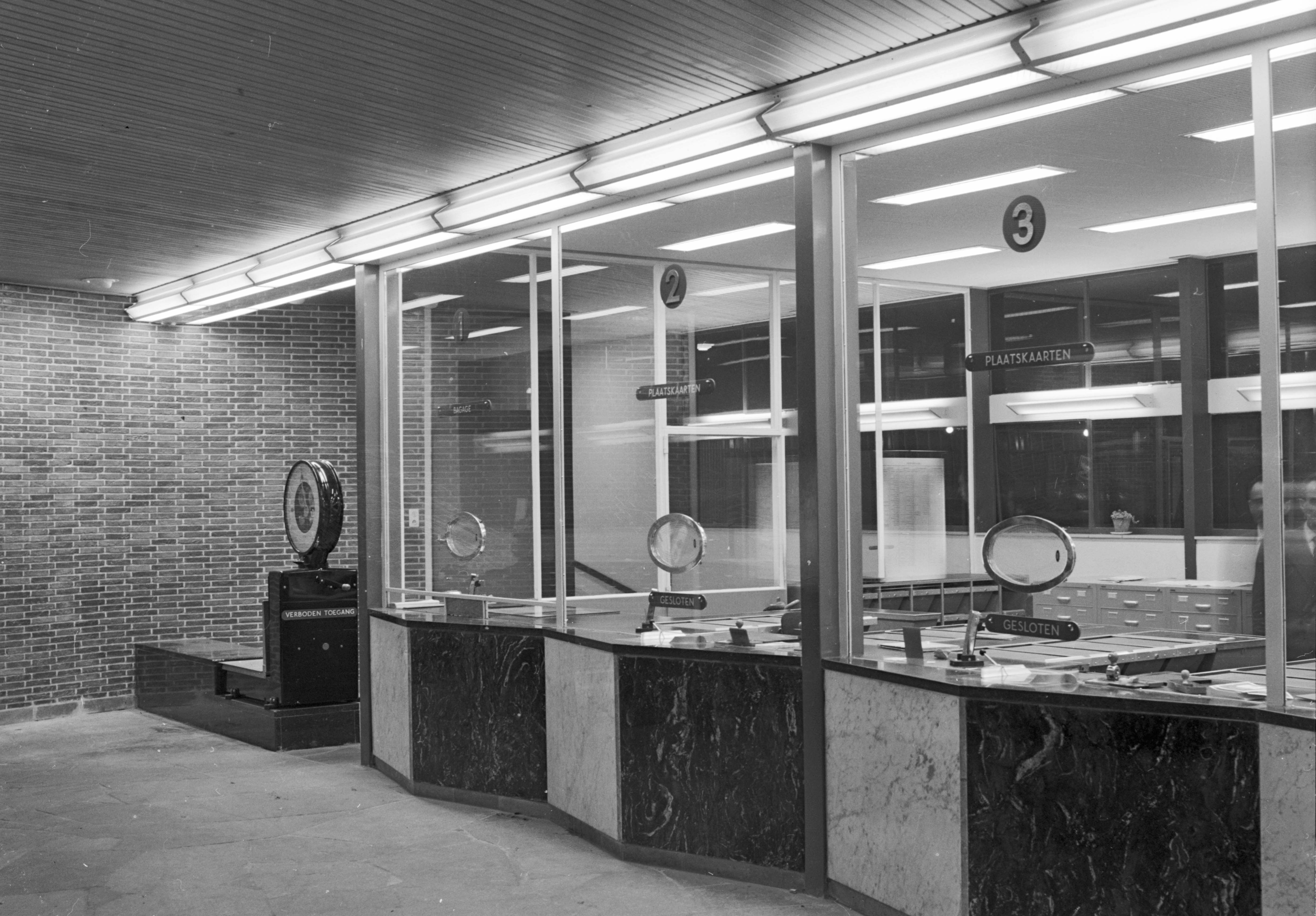
Het plaatskaartenkantoor met loketten met links de bagagebalie; 16 november 1956
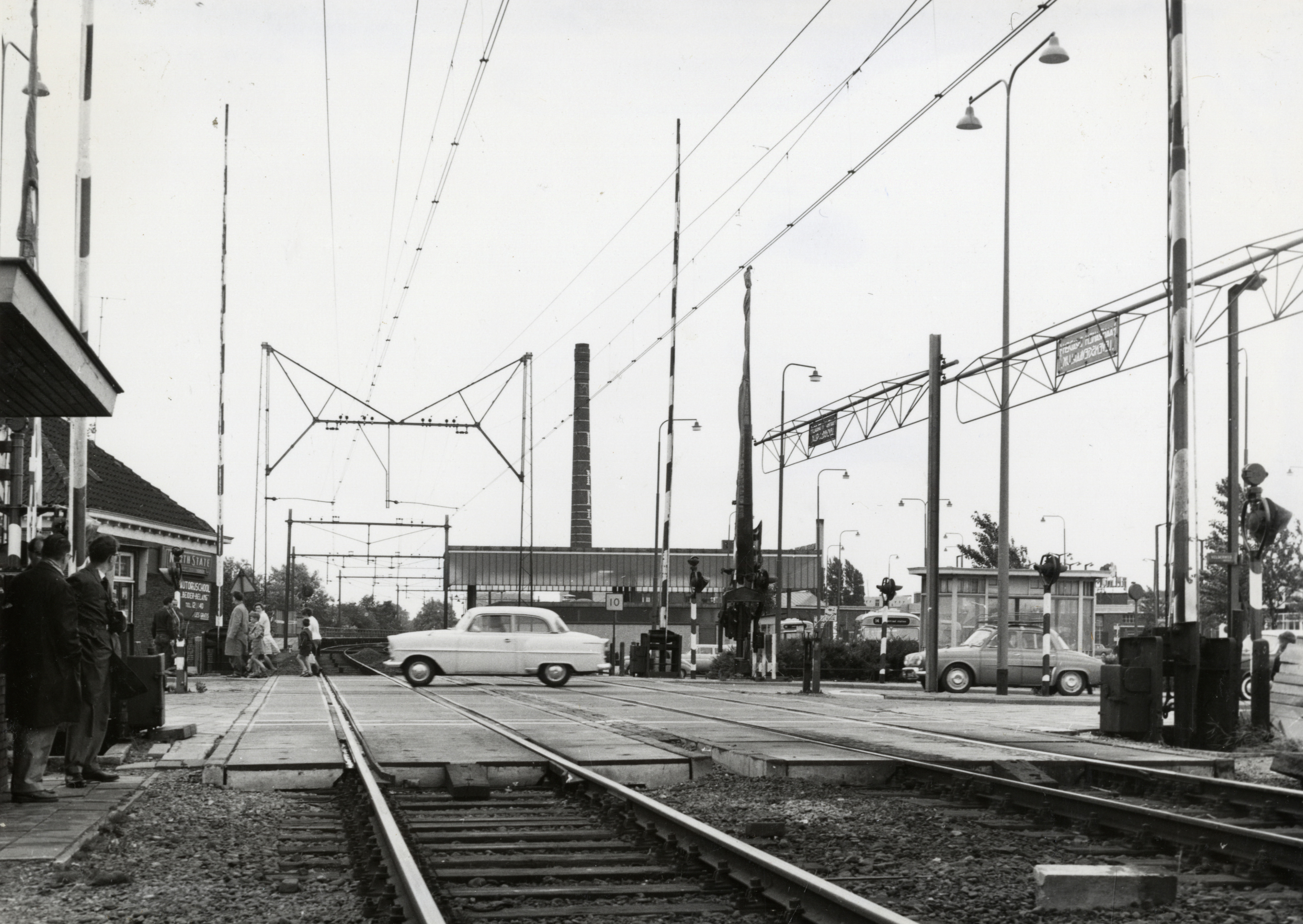
Overweg met zicht op station 1962
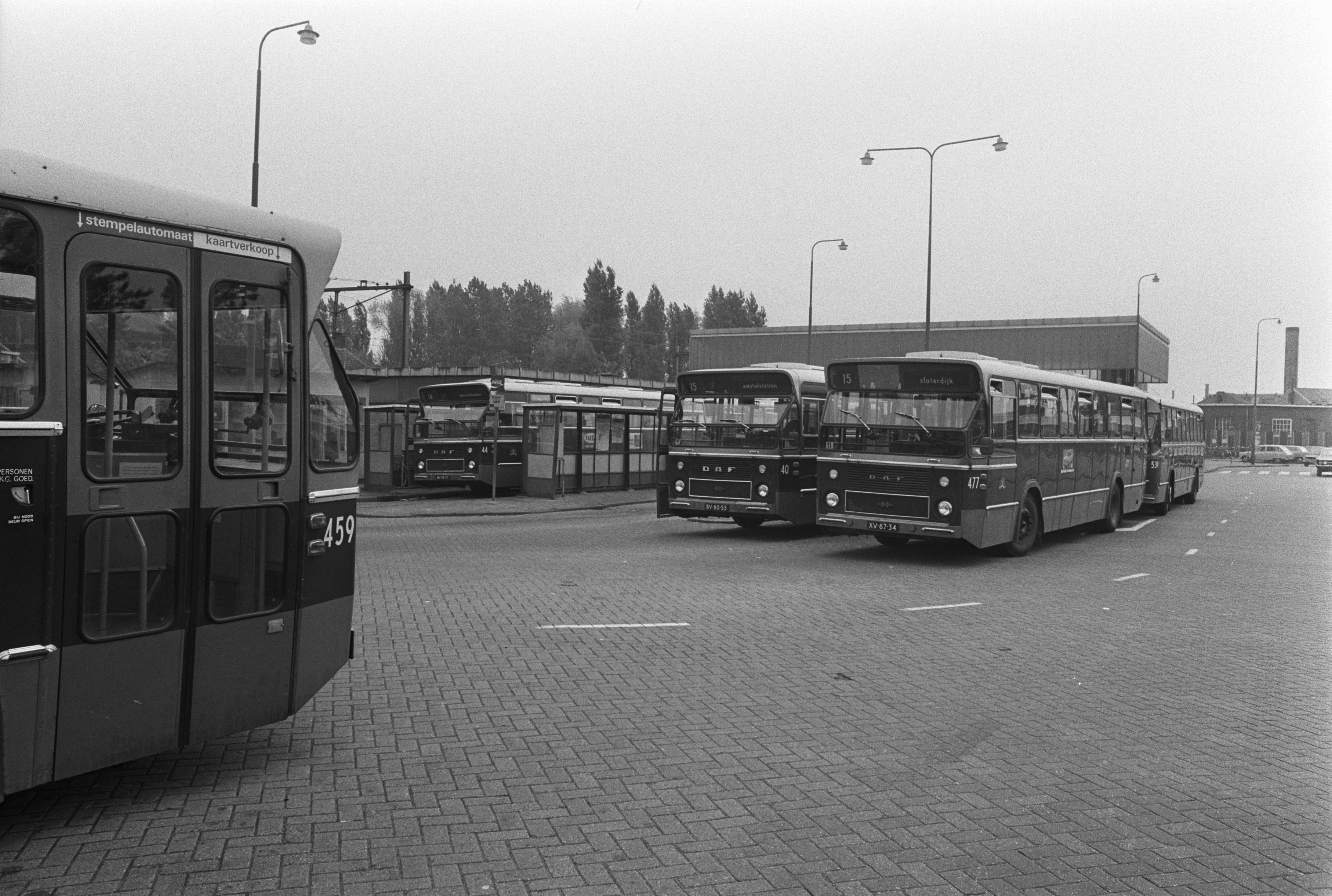
Busstaandplaatsen voor het station op 3 mei 1974
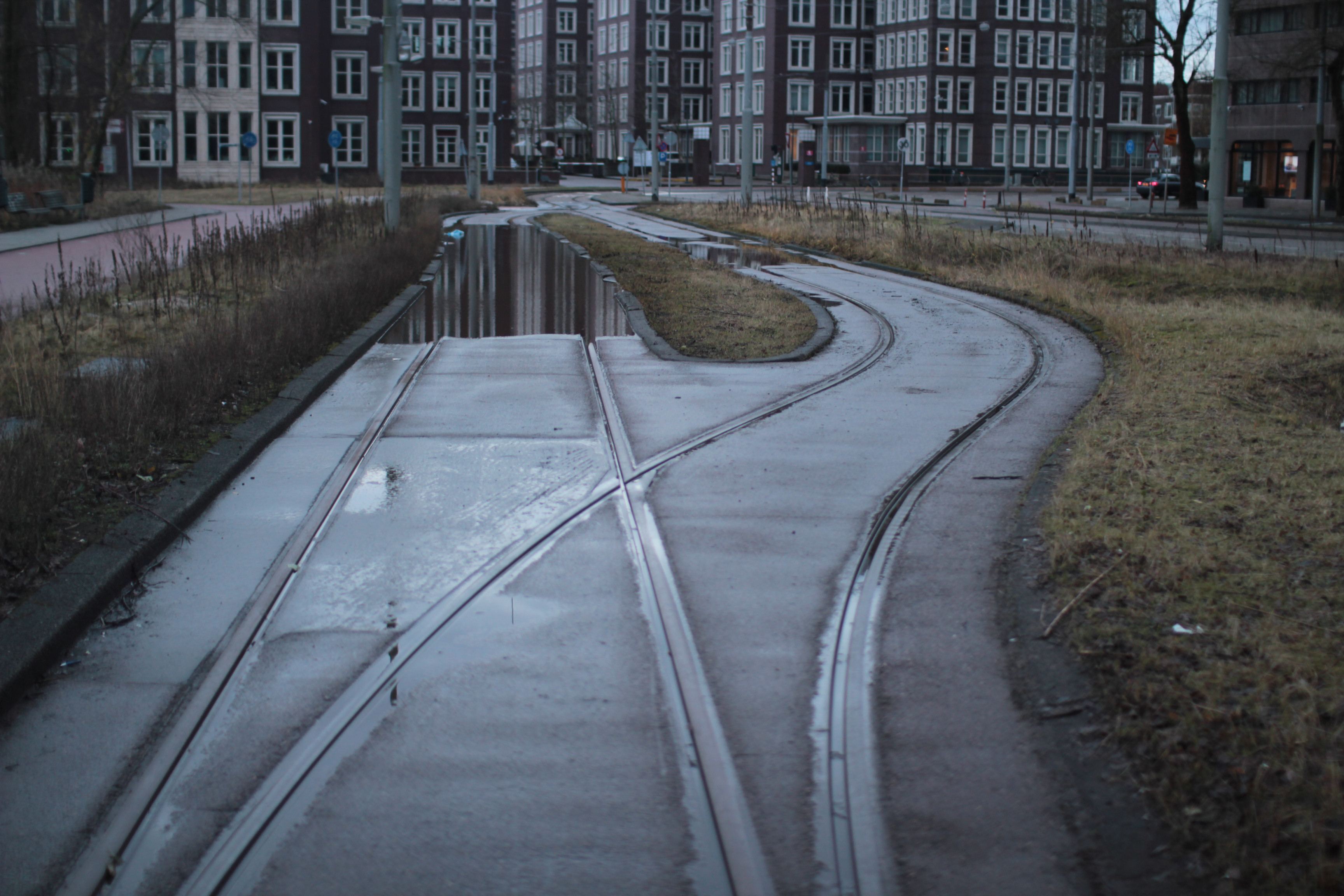
Een van de laatste resten van het station was het inhaalspoor van de eindlus van de tram. December 2012
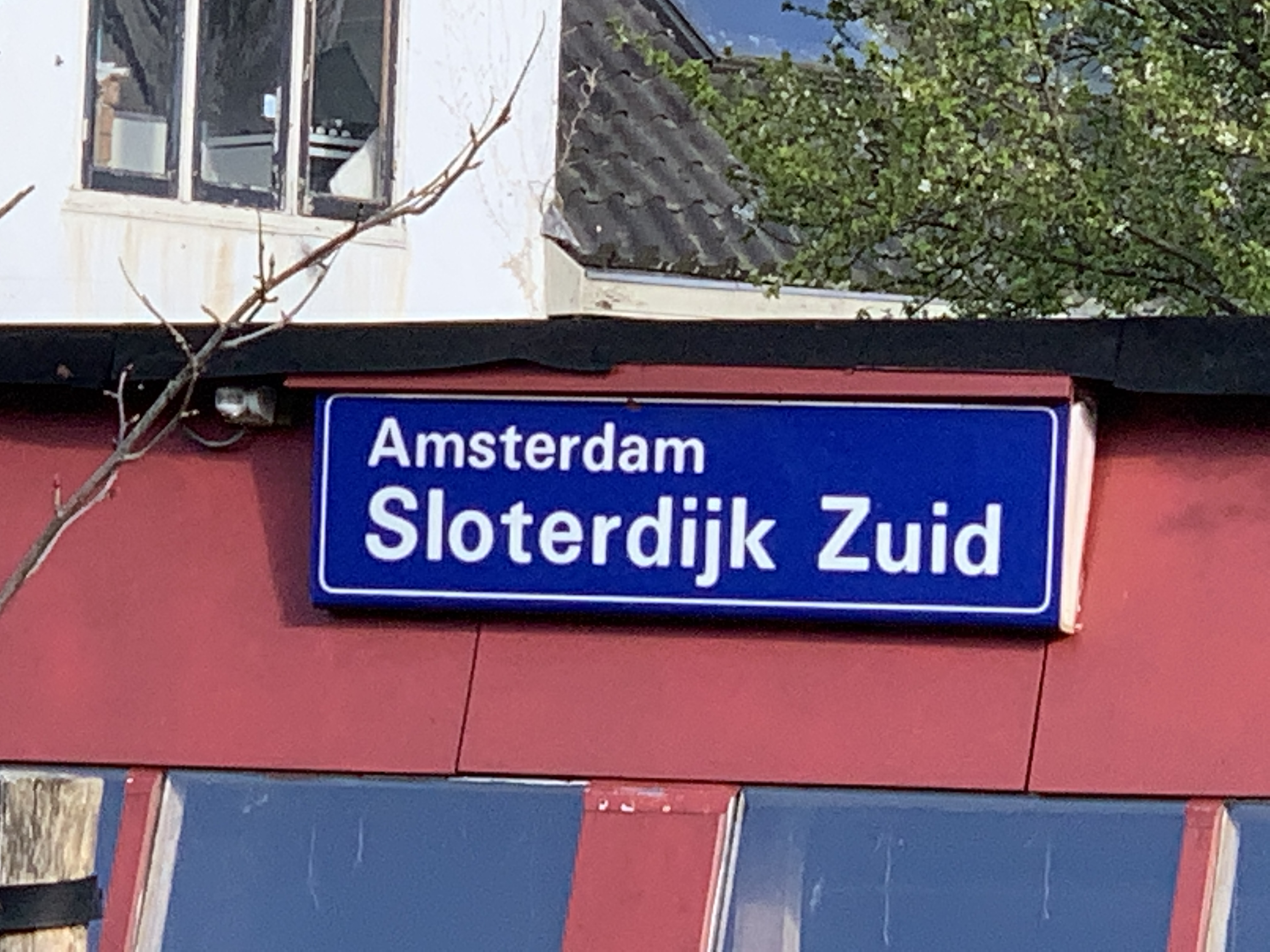
Het stationsbord op een tuinschuurtje op de plaats waar voorheen zich het perron bevond. April 2021

### Station Sloterdijk Zuid (1983-1985)
Het station kreeg in 1983 de naam Station Sloterdijk Zuid om verwarring met het in dat jaar geopende nieuwe station Sloterdijk, dat de naam Sloterdijk Noord kreeg, te voorkomen. In 1985 na de verlegging van de spoorlijn naar het nieuwe station werd het station gesloten en vrijwel onmiddellijk daarna gesloopt.

## Huidige bestemming
Op de huidige plek herinnerde tot 2015 alleen nog een inhaalspoor van de tram aan de aanwezigheid van het station. Op de voormalige plaats van het station ligt een braakliggend terrein dat door de natuur weer in bezit is genomen. De Molenwerf werd in 2015 heringericht waarbij de trambaan werd verlegd naar het midden en er weer een halte verscheen. Op de plek van het vroegere stationsgebouw ligt nu een plantsoen en staat sinds 2005 het beeld De verdwenen boer van Karel Gomes.